# Fancy Bermudez
Pour les articles homonymes, voir Bermúdez.
Pas d'image ? Cliquez ici

a Compétitions nationales et continentales officielles uniquement.

b Matchs officiels uniquement.
Fancy Bermudez, née le 27 mai 2002 à Edmonton (Canada), est une joueuse internationale canadienne de rugby à XV et également internationale à sept qui évolue au poste d'ailier. Elle joue en Angleterre, aux Saracens.

## Biographie
Naît à Edmonton dans l'Alberta, Fancy Bermudez joue au club NorWester Athletic Associations puis au Westshore RFC.
Elle est sélectionnée en 2022 dans l'équipe du Canada de rugby à sept pour participer aux Jeux du Commonwealth de 2022 à Birmingham,,. Son équipe s'incline contre la Nouvelle-Zélande dans le match pour la médaille de bronze,. Cette même année elle concoure pour le Canada à la Coupe du monde de rugby à sept au Cap,. L'équipe se classe sixième après avoir perdu contre les Fidji lors de la finale pour la cinquième place,.
En 2023, elle fait ses débuts internationaux avec l'équipe du Canada de rugby à XV à Madrid lors d'un test match contre l'Afrique du Sud, ; elle inscrit un triplé et contribue à la victoire 66 à 7 de son équipe,. Quelques semaines plus tard, elle participe au match contre les Black Ferns lors de la Pacific Four Series, perdu 21-52,. À l'automne elle participe en Nouvelle-Zélande au WXV.
En 2024, elle remporte la Pacific Four Series où elle s'illustre notamment avec un doublé contre les Black Ferns. Elle participe ensuite aux Jeux olympiques où la sélection canadienne crée la surprise et obtient une médaille d'argent. Durant l'été, elle est recrutée par les Saracens.

## Palmarès
- Vainqueur de la Pacific Four Series en 2024 avec l'équipe du Canada de rugby à XV.
- Médaillée d'argent aux Jeux olympiques de 2024 avec l'équipe du Canada de rugby à sept.